# CDK20
CDK20 (англ. Cyclin dependent kinase 20) – білок, який кодується однойменним геном, розташованим у людей на 9-й хромосомі. Довжина поліпептидного ланцюга білка становить 346 амінокислот, а молекулярна маса — 38 695.
| 10         |  | 20         |  | 30         |  | 40         |  | 50         |
| ---------- |  | ---------- |  | ---------- |  | ---------- |  | ---------- |
| MDQYCILGRI |  | GEGAHGIVFK |  | AKHVETGEIV |  | ALKKVALRRL |  | EDGFPNQALR |
| EIKALQEMED |  | NQYVVQLKAV |  | FPHGGGFVLA |  | FEFMLSDLAE |  | VVRHAQRPLA |
| QAQVKSYLQM |  | LLKGVAFCHA |  | NNIVHRDLKP |  | ANLLISASGQ |  | LKIADFGLAR |
| VFSPDGSRLY |  | THQVATRWYR |  | APELLYGARQ |  | YDQGVDLWSV |  | GCIMGELLNG |
| SPLFPGKNDI |  | EQLCYVLRIL |  | GTPNPQVWPE |  | LTELPDYNKI |  | SFKEQVPMPL |
| EEVLPDVSPQ |  | ALDLLGQFLL |  | YPPHQRIAAS |  | KALLHQYFFT |  | APLPAHPSEL |
| PIPQRLGGPA |  | PKAHPGPPHI |  | HDFHVDRPLE |  | ESLLNPELIR |  | PFILEG     |

A: Аланін

C: Цистеїн

D: Аспарагінова кислота

E: Глутамінова кислота

F: Фенілаланін

G: Гліцин

H: Гістидин

I: Ізолейцин

K: Лізин

L: Лейцин

M: Метіонін

N: Аспарагін

P: Пролін

Q: Глутамін

R: Аргінін

S: Серин

T: Треонін

V: Валін

W: Триптофан

Кодований геном білок за функціями належить до трансфераз, кіназ, серин/треонінових протеїнкіназ, білків розвитку. 
Задіяний у таких біологічних процесах, як клітинний цикл, поділ клітини, альтернативний сплайсинг. 
Білок має сайт для зв'язування з АТФ, нуклеотидами. 
Локалізований у цитоплазмі, ядрі, клітинних відростках, війках.